# Station Gormanston
Station Gormanston  is een treinstation in Gormanston in het Ierse graafschap Meath. Het ligt aan de lijn Dublin - Belfast. Naar Dublin rijdt buiten de spits ten minste ieder uur een trein, in de spits ieder kwartier. In noordelijke richting rijden de meeste treinen tot Drogheda. In Dundalk is er een aansluiting met Belfast.